# Stanisław Kucharski (inżynier)
Stanisław Hieronim Kucharski (ur. 30 września 1941, zm. 31 października 2012 we Wrocławiu) – polski inżynier chemii.

## Życiorys
W 1963 r. ukończył studia na Wydziale Chemicznym Politechniki Wrocławskiej, gdzie specjalizował się w chemii i technologii polimerów. W 1970 r. otrzymał stopień doktora na podstawie rozprawy Badania nad otrzymywaniem i własnościami flotacyjnymi eterów terpenowych polietylenoglikoli. Habilitował się w 1978 r. na Wydziale Chemicznym na podstawie monografii Surface Acive Alkylene Oxide Adducts: Structure and Properties. 
W 1964 r. rozpoczął pracę zawodową na Politechnice Wrocławskiej jako asystent w Katedrze Technologii Przemysłu Organicznego. W 1970 r. został adiunktem w Instytucie Technologii Organicznej i Tworzyw Sztucznych. W latach 1973–1974 przebywał na stażu naukowym w oddziale związków powierzchniowo czynnych w Centralnym Instytucie Chemii Organicznej Akademii Nauk NRD. W 1979 r. otrzymał nominację na stanowisko docenta. W 1992 r. został powołany na stanowisko profesora nadzwyczajnego. Postanowieniem Prezydenta Rzeczypospolitej Polskiej z dnia 18 października 2002 r. nr 115-9-02 został nadany Stanisławowi Hieronimowi Kucharskiemu tytuł naukowy profesora nauk chemicznych.
Pełnił wiele funkcji, był m.in. zastępcą dyrektora instytutu do spraw nauki i współpracy z przemysłem (1987–1990), prodziekanem Wydziału Chemicznego Politechniki Wrocławskiej (1990–1996).
Był opiekunem ok. 40 prac dyplomowych w kraju i 12 w Nigerii, gdzie pracował w latach 1981–1986 na Rivers State University of Science and Technology w Port Harcourt. 
Był też członkiem Międzynarodowej Unii Chemii Czystej i Stosowanej oraz Polskiego Towarzystwa Chemicznego.
Pochowany 8 listopada 2012 r. na cmentarzu Ducha Świętego przy ul. Bardzkiej we Wrocławiu.

## Ordery i odznaczenia
- Krzyż Kawalerski Orderu Odrodzenia Polski
- Złoty Krzyż Zasługi